# 1964年海地修憲公投
海地于1964年6月14日在大選同时舉行了修憲公民投票。新憲法使法蘭索瓦·杜瓦利埃總統成為終身總統，擁有絕對權力，且能够任命其繼任者。新憲法亦將海地國旗從藍色和紅色改為黑色和紅色，黑色象徵著該國與非洲的聯繫。
據紐約時報記者报道，所有選票都预先標記為“是”，且每個人投票的次數沒有限制。共有280萬人投票支援該提案，只有3,234人反對。國民議會於6月21日批准了投票，杜瓦利埃於次日宣誓就職。